# Scott Henderson (Gitarrist)

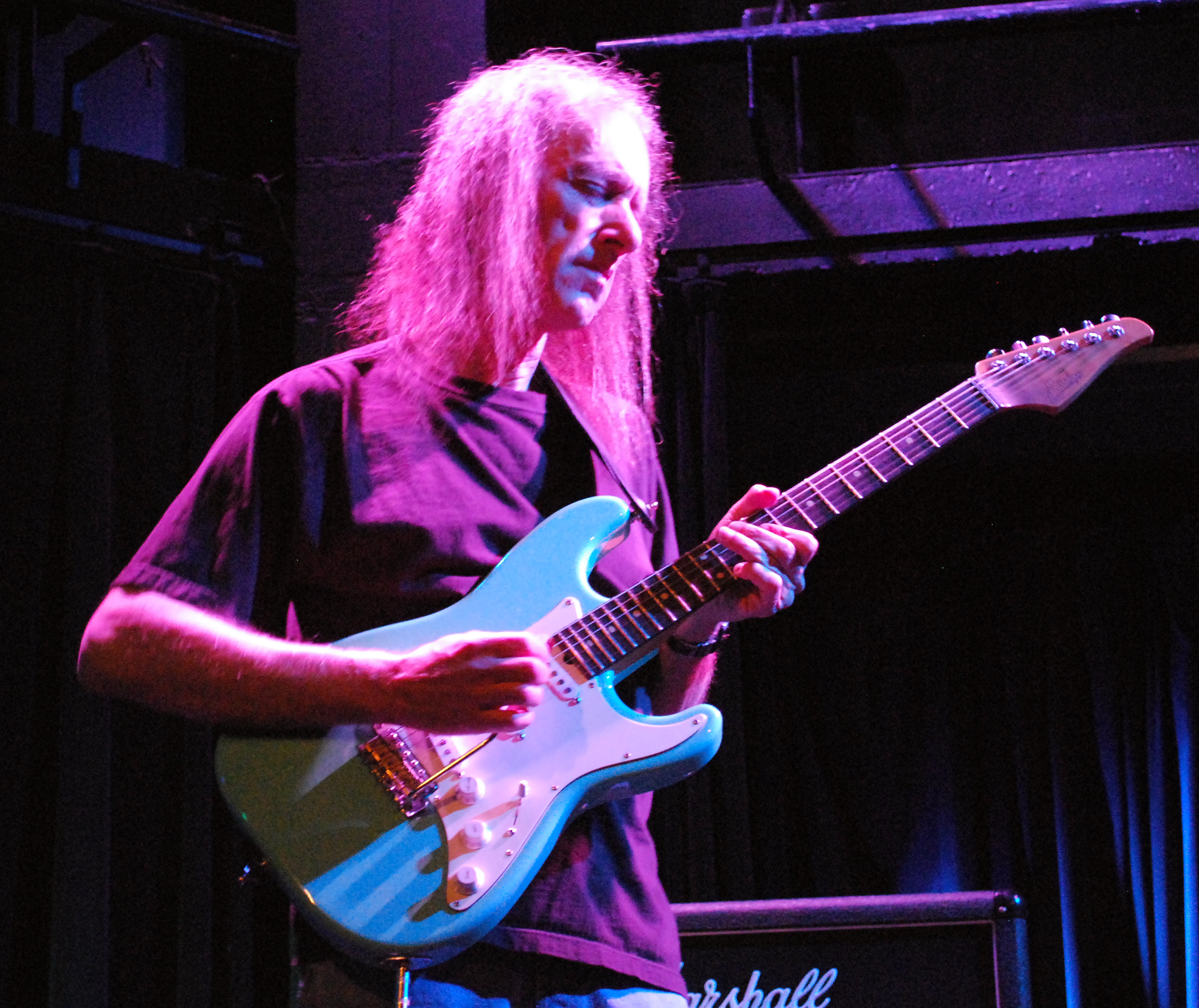
Scott Henderson 2010, Treibhaus Innsbruck

Scott Henderson (* 26. August 1954 in West Palm Beach) ist ein US-amerikanischer Rock- bzw. Fusion-Gitarrist. Er wurde bekannt als Mitbegründer der Jazz-Rock-Band Tribal Tech und durch seine Solo-Projekte.

## Biografie

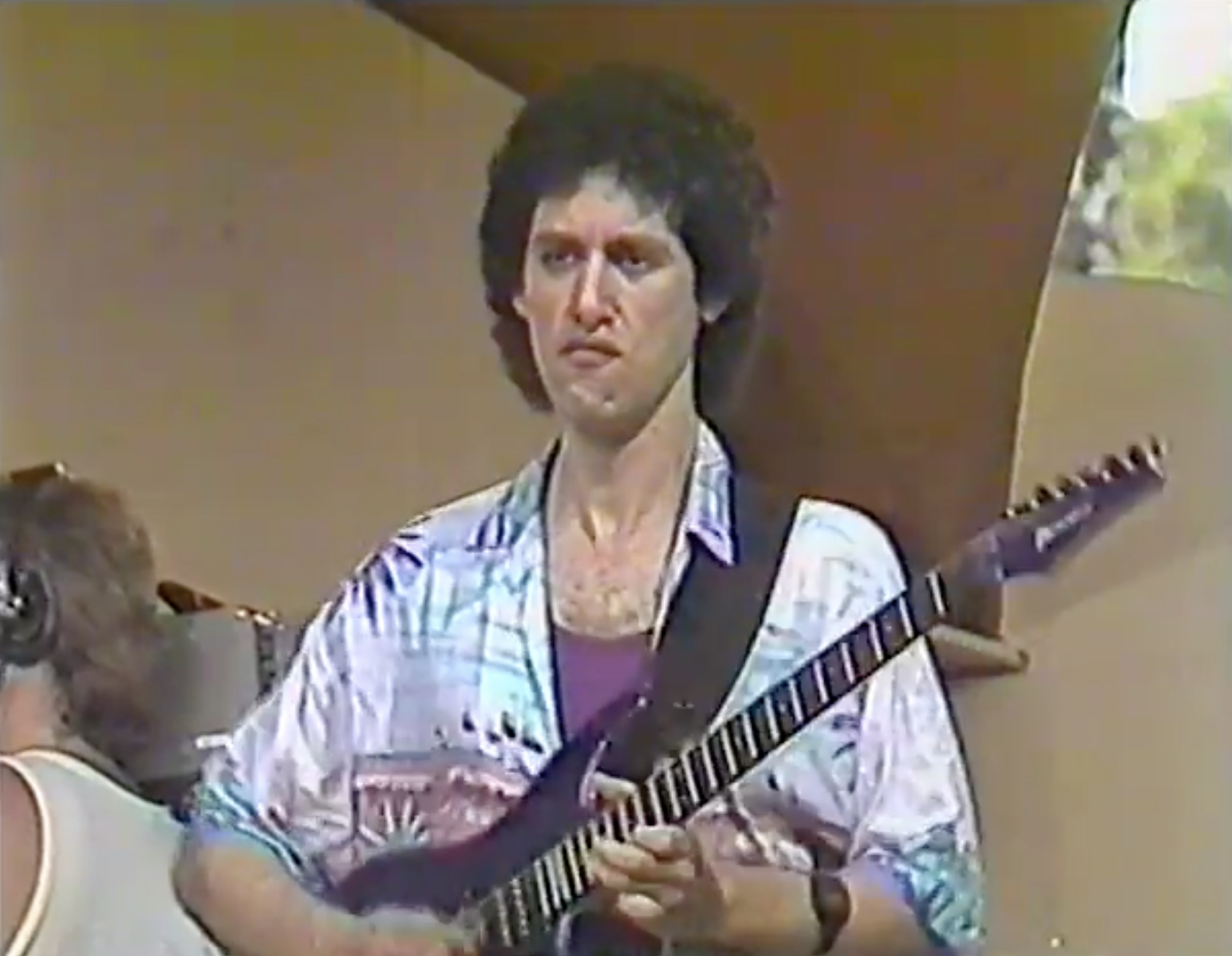
Henderson 1988 mit Joe Zawinul Syndicate

Henderson wuchs in West Palm Beach in Florida auf, wo er auch seine ersten Auftritte in Clubs bestritt. Seine ersten musikalischen Einflüsse waren unter anderem Jimi Hendrix, Jeff Beck, Jimmy Page und Bluesgitarristen wie Albert King und Albert Collins. Später kam der Einfluss des Jazz hinzu und Henderson lernte die Musik von unterschiedlichen Künstlern und Bands wie Charlie Parker, Weather Report, Miles Davis und Wayne Shorter kennen.
Nachdem er sein Musikstudium an der Florida Atlantic University absolviert hatte, zog Henderson 1980 nach Los Angeles, wo er das Guitar Institute of Technology (GIT), heute Teil des Musicians Institute, besuchte. Später wurde er an der Akademie selbst Dozent für Gitarre.
1984 gründete er zusammen mit dem Bassist Gary Willis die Band Tribal Tech, mit der er wiederholt tourte und bis 2012 zehn Alben (und eine Kompilation) veröffentlichte.
1986 war er mit Chick Coreas Elektric Band auf Tournee, verließ diese Band allerdings bereits nach sechs Monaten, da es persönliche und musikalische Differenzen gab. Von 1987 bis 1990 arbeitete er mit Joe Zawinuls Syndicate zusammen, um sich danach vollends auf Tribal Tech zu konzentrieren.
Seit 1994 veröffentlicht Henderson Alben unter eigenem Namen. Auf den Alben Tore Down House und Well To The Bone ist die Soul-Sängerin Thelma Houston zu hören. Sein Album Vibe Station erschien 2015.

## Stil

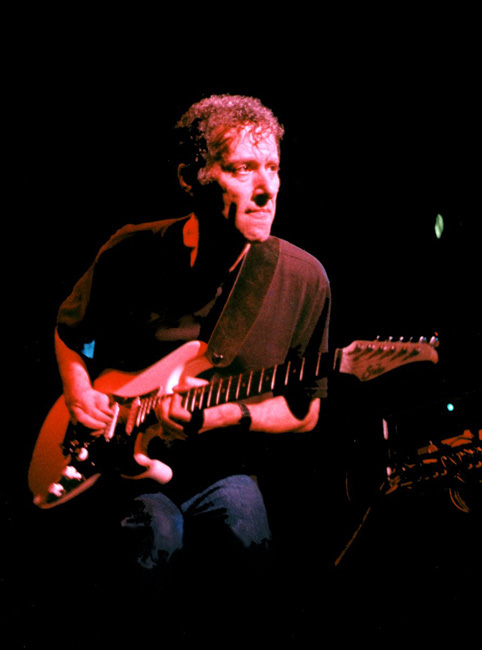
Scott Henderson, 2007

Hendersons Musikstil ist zwischen Blues, Jazz und Rock anzusiedeln. Henderson kombiniert sowohl kompositorisch als auch solistisch den Einfluss des Blues mit Akkordfolgen und Linien aus dem Bebop und dem Jazzrock der 1970er Jahre. Er beschreibt den Einfluss des Jazz als eher intellektuell und den des Blues als gefühlsbetonter.
Während Henderson in den 1980er und frühen 1990er Jahren bei Tribal Tech eher Jazz oder Fusion in teilweise großen Besetzungen spielte, wendete er sich mit Dog Party (1994) dem Blues und der Trio-Besetzung zu. Seitdem hat sich seine Musik wieder dem Jazz angenähert, und Henderson versucht nun beide Einflüsse in seiner Musik zu vereinen. Er beschreibt sein Trio heute als Mischung von „Tribal Tech und Blues Band“.
Henderson benutzt den Vibratohebel der Gitarre, um den Klang der Slide-Gitarre zu imitieren. Die Spieltechnik und der damit verbundene Ton erinnern an Jeff Beck.
Henderson spielt auf Konzerten gelegentlich Jazzstandards und legt in seiner Musik stets großen Wert auf den Rhythmus.

## Equipment
In den 1980er und 90er Jahren war Henderson Endorser für Ibanez und spielte Gitarren, die speziell für ihn angefertigt wurden. Diese Gitarren waren im Handel nicht erhältlich. Es handelte sich um Gitarren der Stratocaster-Bauweise mit Seymour Duncan Double-screw-Humbuckern, die sich durch einen sehr weichen, mittenlastigen Ton auszeichnen. Henderson bezeichnet diesen Klang heute als dünn und kritisiert die fehlenden Bassfrequenzen.
In den späten 1990er Jahren wechselte Henderson zu Suhr Guitars und spielt seitdem Gitarren des Modells Suhr Classic, bei denen es sich um traditioneller gehaltene Stratocaster-Nachbauten mit Singlecoils handelt. Henderson und John Suhr hatten sich kennengelernt, als Suhr noch im Fender Custom Shop gearbeitet hatte. Der Hals dieser Gitarren weist ein D-Shape auf, welches im Vergleich zum traditionelleren C-Shape flacher ausfällt. Außerdem ist der Griffbrettradius dieser Hälse flacher als bei Strats üblich und eher typisch für Instrumente der Marke Gibson. Henderson hat in Interviews seine Vorliebe für Gibson-Hälse geäußert. Außerdem spielt er elektrische Sitar.
Henderson spielt Custom Audio Amplifiers OD-100-Verstärker, Suhr SH-100-Verstärker und einen '71 Marshall. Auf Tour spielt Henderson oft auf einem geliehenen Marshall JCM 2000 DSL100, da der Lufttransport von Verstärkern zu teuer ist.

## Diskografische Hinweise
- 1994: Dog Party
- 1997: Tore Down House
- 2002: Well to the Bone
- 2005: Live!
- 2007: Collection (Zusammenstellung älterer Aufnahmen)
- 2015: Vibe Station

Vital Tech Tones (mit Victor Wooten und Steve Smith)
- 1998: Vital Tech Tones
- 2000: VTT2

HBC (mit Jeff Berlin und Dennis Chambers)
- 2012: HBC

mit anderen Künstlern
- 1985: Fables (Jean-Luc Ponty)
- 1985: Champion (Jeff Berlin)
- 1986: The Chick Corea Elektric Band (Chick Corea Elektric Band)
- 1987: Players (Jeff Berlin with T. Lavitz and Steve Smith)
- 1988: The Immigrants (Zawinul Syndicate)
- 1989: Black Water (Zawinul Syndicate)
- 1994: Forbidden Zone (Tom Coster)
- 1997: Just Add Water (Virgil Donati)
- 1999: Crossroads (Jeff Berlin)

## Lehrmaterialien
Videos
- 1988: Jazz Fusion Improvisation. REH-Video
- 1992: Melodic Phrasing. REH-Video
- 2007: Jazz Rock Mastery. Alfred Publishing (Jazz Fusion Improvisation und Melodic Phrasing. auf einer DVD)

Bücher
- Scott Henderson Guitar Book. Alfred Publishing, 1993, ISBN 0-7935-1125-9. (Transkriptionen von Tribal Tech-Stücken) (Wiederveröffentlichung 2008)
- Hemme B Luttjeboer: The Best Of Scott Henderson. Hal Leonard, Milwaukee, WI 1996, ISBN 0-7935-5884-0. (Transkriptionen von Tribal Tech-Stücken)
- Scott Henderson: Jazz Guitar Chord System. (= Musicians institute. private lessons). Hal Leonard, Milwaukee, WI 1998, ISBN 0-7935-9165-1.
- Addi Booth: Blues Guitar Collection. Hal Leonard, Milwaukee, WI 2008, ISBN 978-1-4234-1227-4.